# San-Giuliano (Còrsega)
San-Giuliano (en italià: San Giuliano, en cors: San Ghjulianu) és una comuna francesa, situada a la regió de Còrsega, al departament d'Alta Còrsega. L'any 1999 tenia 608 habitants.

## Demografia
| 1954 | 1962 | 1968 | 1975 | 1982 | 1990 | 1999 |
| ---- | ---- | ---- | ---- | ---- | ---- | ---- |
| 109  | 262  | 461  | 500  | 542  | 593  | 608  |

## Administració
| Període   | Identitat               | Partit | Qualitat |  |
| --------- | ----------------------- | ------ | -------- |  |
| 1965-2008 | André Micheli           |        |          |  |
| 2008-     | François-Xavier Ceccoli |        |          |  |